# Carl Otto Nicolai
Carl Otto Ehrenfried Nicolai (Königsberg, 9 de junio de 1810 - Berlín, 11 de mayo de 1849) fue un compositor y director de orquesta prusiano, fundador de la Filarmónica de Viena. Nicolai es conocido por su versión para ópera de la comedia "Las alegres comadres de Windsor" de Shakespeare (Die lustigen Weiber von Windsor). Además de cinco óperas, Nicolai también compuso obras para orquesta, coros y solos para instrumentos.

## Biografía
Nicolai, un niño prodigio, nació en Königsberg, Prusia. Desde muy joven abandonó el hogar de sus padres para estudiar con Carl Friedrich Zelter en Berlín. Después de un éxito en Alemania, incluyendo su primera sinfonía (1831) y conciertos públicos, se convirtió en músico de la embajada de Prusia en Roma. Durante la década de 1840 fue la figura más prominente de la escena musical en Viena. En 1844 le ofrecieron el cargo, ocupado hasta ese momento por Felix Mendelssohn, de Kapellmeister («maestro de capilla») de la catedral de Berlín; sin embargo, no se establecería en Berlín hasta el último año de su vida.
El 9 de marzo de 1849, dos meses después del estreno de Las alegres comadres de Windsor y solo dos días después de obtener el cargo de HofKapellmeister, sufrió una caída y murió debido al fuerte golpe. El mismo día de su muerte había sido nombrado miembro de la Real Academia de las Artes de Prusia.

## Obras

### Óperas
- Enrico II (Trieste, 1839)
- Il templario (Turín, 1840)
- Gildippe e Odoardo (Génova, 1841)
- Il proscritto (Milán, 1841)
- Mariana (Milán, 1841)
- Die lustigen Weiber von Windsor (Berlín, 1849)

### Otras obras
- Opus 26 - Variazioni concertanti : su motivi favoriti dell’opera La sonnambula di Bellini, para soprano, trompa y pianoforte (o violonchelo o clarinete) (republicado en 2000 por edition mf).
- Opus 30 - Die Thräne : voz, trompa y piano (republicado en 1999 por "edition mf").
- Opus 31 - "Ein feste burg ist unser Gott".
- Opus 33 - Pater noster, opus 33, para dos coros mixtos (SATB/SATB) a capela con solistas (SATB/SATB).
- Der dritte Psalm (Psalm no 3) para alto solo. (Manuscrito en la Biblioteca del Congreso).
- 3 sonatas para 2 trompas no. 1, 2, 3 : para el Handel Knot-Farquharson Cousins .
- Te Deum; Psalm 97, Der Herr ist König ; Psalm 31, Herr, auf Dich traue ich ; Ehre sei Gott in der Höhe.